# Убийство Эрика Гарнера
Убийство Эрика Гарнера 17 июля 2014 года вызвало большой резонанс в американском обществе. 43-летний афроамериканец Эрик Гарнер, отец шестерых детей, вступил в конфликт с нарядом полиции в Томпкинсвилле (Нью-Йорк, боро Статен-Айленд). Полицейские пытались задержать его по подозрению в незаконной поштучной торговле сигаретами на улице. Гарнер отказался подчиниться и не дал надеть на себя наручники. Поскольку он был значительно крупнее и выше любого из полицейских этого наряда, один из них, белый полицейский Дэниел Панталео, применил против подозреваемого удушающий приём, повалив его на землю. После этого несколько полицейских удерживали Гарнера, который кричал: «Я не могу дышать!» (англ. I can't breathe). После того, как Гарнер потерял сознание, полицейские перевернули его на бок, чтобы облегчить ему дыхание. Гарнер оставался лежать на тротуаре в течение семи минут, пока полицейские ждали прибытия машины скорой помощи. Примерно через час Гарнер скончался в районной больнице. Инцидент с задержанием на улице был заснят на мобильный телефон. Позже выяснилось, что Гарнер страдал бронхиальной астмой и болезнью сердца.

## Последствия
21 июля 2014 года четверо фельдшеров и парамедиков, вызванных на место происшествия, были уволены без выходного пособия; офицеры Дамико и Панталео получили взыскания, последний также лишился табельного оружия и значка. 19 августа прокурор округа Ричмонд объявил, что дело против Панталео будет передано на рассмотрение большого жюри. 29 сентября большое жюри начало заслушивать доказательства по делу Гарнера. 21 ноября Панталео давал показания перед большим жюри около двух часов. После рассмотрения дела в течение двух месяцев 3 декабря большое жюри присяжных приняло решение не предъявлять обвинения офицеру Панталео. Это вызвало публичные протесты в Нью-Йорке с обвинениями в адрес полиции в излишней жестокости, которые транслировали многие национальные СМИ. Генеральный прокурор Эрик Холдер объявил, что Министерство юстиции начнёт «независимое, тщательное, объективное и оперативное» расследование всех обстоятельств инцидента, приведшего к смерти Гарнера. Ситуация усугублялась ещё одним инцидентом, произошедшим 9 августа того же года в Фергусоне (штат Миссури), когда белый полицейский Даррен Уилсон застрелил чернокожего юношу Майкла Брауна. 13 июля 2015 года внесудебное урегулирование устанавливало, что город Нью-Йорк заплатит семье Гарнера 5,9 миллиона долларов.
20 декабря 28-летний афроамериканец Измаил Бринсли застрелил в упор двух полицейских в районе Бруклина — Бедфорд — Стайвесант. За три часа до совершения убийства Бринсли опубликовал в Твиттере пост, озаглавленный «Сегодня я приделаю свиньям крылья» (англ. I'm putting wings on pigs today; «свиньи» — жаргонное оскорбительное обозначение полицейских) с фотографией части пистолета. В качестве мотива Бринсли указал месть за смерти Эрика Гарнера и Майкла Брауна. В другом посте, сделанном через несколько минут, Бринсли сфотографировал свои ноги, одетые в камуфляжные штаны и кроссовки, которые были на нём в момент совершения убийства. После расстрела полицейских Бринсли попытался сбежать с места преступления, но был заблокирован другими полицейскими на станции метро и покончил жизнь самоубийством.